# شتيفان ماير (سياسي ألماني، مواليد 1981)
ستيفان ماير (بالألمانية: Stephan Meyer)‏ هو سياسي ألماني، ولد في 18 يونيو 1981 في تسيتاو في ألمانيا. نشط حزبياً في الاتحاد الديمقراطي المسيحي. وقد انتخب عضو مجلس الشورى الموحد من ولاية سكسونيا.